# Šnalenštejn
Šnalenštejn (pol. Szczerba, něm. Schnallenstein) je ruina hradu u Gniewoszova v polském Dolnoslezském vojvodství.

## Poloha
Šnalenštejn se nachází v polském hrabství Kladském, (před odtržením Vratislavským mírem v roce 1742 bylo součástí Českého království)  , v nadmořské výšce 525 m.

## Dějiny
Hrad byl vybudován v druhé polovině 14. století k ochraně obchodní stezky vedoucí z Prahy do Kladska. Za husitských válek byl v roce 1428 dobyt a pobořen bratrskými vojsky.